# Jamestown (Luisiana)
Jamestown es una villa ubicada en la parroquia de Bienville en el estado estadounidense de Luisiana. En el Censo de 2010 tenía una población de 139 habitantes y una densidad poblacional de 30,29 personas por km².

## Geografía
Jamestown se encuentra ubicada en las coordenadas 32°20′24″N 93°12′8″O / 32.34000, -93.20222. Según la Oficina del Censo de los Estados Unidos, Jamestown tiene una superficie total de 4.59 km², de la cual 4.54 km² corresponden a tierra firme y (1.19%) 0.05 km² es agua.

## Demografía
Según el censo de 2010, había 139 personas residiendo en Jamestown. La densidad de población era de 30,29 hab./km². De los 139 habitantes, Jamestown estaba compuesto por el 94.96% blancos, el 0.72% eran afroamericanos, el 0.72% eran amerindios, el 0% eran asiáticos, el 0% eran isleños del Pacífico, el 0% eran de otras razas y el 3.6% pertenecían a dos o más razas. Del total de la población el 1.44% eran hispanos o latinos de cualquier raza.